# Мамаду Самасса (футболіст, 1986)
Мамаду Самасса (фр. Mamadou Samassa, нар. 1 травня 1986, Монфермей) — малійський футболіст, нападник. Виступав, зокрема, за національну збірну Малі.
Володар Суперкубка Франції.

## Клубна кар'єра
Народився 1 травня 1986 року в місті Париж. Вихованець юнацьких команд футбольних клубів «Ред Стар» та «Ле-Ман».
У дорослому футболі дебютував 2006 року виступами за команду клубу «Ле-Ман», в якій провів два сезони, взявши участь у 43 матчах чемпіонату.
Своєю грою за цю команду привернув увагу представників тренерського штабу клубу «Олімпік» (Марсель), до складу якого приєднався 2008 року. Відіграв за команду з Марселя наступні один сезон своєї ігрової кар'єри.
Згодом з 2009 по 2012 рік грав у складі команд клубів «Валансьєнн» (на правах оренди), «Олімпік» (Марсель) (зіграв 1 матч, відзначившись забитим м'ячем), а потім підписав повноцінний контракт з «Валансьєнном».
До складу клубу «К'єво» приєднався 2012 року. За півтора сезони відіграв за другий за титулованістю клуб з Верони 9 матчів в національному чемпіонаті. Провівши в першій половині сезону 2013/14 на полі лише дві хвилини, залишив клуб і перейшов до «Пескари» з Серії B, однак травмувався в першому ж матчі та більше до кінця сезону не грав. Відповідно, «Пескара» не продовжила з ним контракт.
Потому грав у «Бресті» з Ліги 2 та індонезійському «Макассарі». З 2017 року виступає за малайзійський «Т-Тім», згодом перейменований на «Теренгану II».

## Виступи за збірні
Протягом 2007–2009 років залучався до складу молодіжної збірної Франції. На молодіжному рівні зіграв у 6 офіційних матчах, забив 3 голи.
На рівні дорослих збірних народжений у Франції футболіст вирішив захищати кольори своєї історичної батьківщини і в 2009 році дебютував в офіційних матчах у складі національної збірної Малі. Наразі провів у формі головної команди країни 11 матчів, забивши 2 голи.
У складі збірної був учасником Кубка африканських націй 2010 року в Анголі, Кубка африканських націй 2013 року у ПАР.

## Титули і досягнення
- Володар Суперкубка Франції (1):

«Олімпік» (Марсель): 2010
- Бронзовий призер Кубка африканських націй: 2013